# Наследници (ТВ серија из 2011)
Наследници (шп. Los herederos del Monte) колумбијско-америчка је теленовела, продукцијске куће Телемундо, снимана 2011.
У Србији је емитована током 2013. Првих 30 епизода приказано је на телевизији Пинк, а преостале на кабловском каналу Пинк 2.

## Радња
На хацијенди Дел Монтеових дани пролазе мирно. Петорица браће: Хуан, Хосе, Педро, Гаспар и Лукас брину се, као и обично, о земљи коју су њихови преци током времена претворили у најразвијеније подручје у региону. Желе да одрже своје наслеђе, али и да га увећају.
Уз Модеста, верног породичног слугу, браћа се окупљају на читању тестамента тек преминулог оца. Оно о чему петорица усвојених синова није ни сањала јесте да ће тај тужни дан у њиховим животима обележити почетак пропасти и нове приче у коју ће сва петорица бити неизоставно уплетени.
Када је адвокат на корак до читања тестамента и показивања видео-снимка на коме се налазе последње речи Емилија дел Монтеа, појављује се Паула… Дел Монте. Она је старчево једино билошко дете и не долази само да захтева свој део наследства, већ и да уздрма животе најпожељнијих мушкараца у региону.
Паула је дошла одлучна да добије оно што јој припада. Вођена је огорченошћу јер је током година била игнорисана и запостављена од стране очеве породице. Пажљиво смишља планове, а сваки од петорице браће помоћи ће јој да их спроведе у дело.
Оно што Паула дел Монте није очекивала јесте да ће на имању чија власница жели да постане, пронаћи - љубав. То ће је навести на промену циљева. Први пут у свом животу, ова лепотица неће моћи да контролише своја осећања, а још мање емоције.
Сви планови падају у воду, док њена мајка Софија Кањадас на све начине покушава да Паула испуни обећање које јој је дала једном давно: Остати са читавом имовином браће Дел Монте.

## Ликови
- Хуан дел Монте (Марио Симаро) - Најстарији је од петоро браће које је усвојио Емилио дел Монте након што им је мајка умрла. Након Емилиове смрти, Хуан постаје глава породице, одговоран за најважнија питања везана уз породични посао на ранчу. У стабилној је вези са Хулијетом већ десет година. Међутим, Хуан ће се наћи у непредвиђеним ситуацијама када у његов живот уђе Паула дел Монте и украде му срце.
- Паула дел Монте (Марлен Фавела) - Зачета је у прељубничкој афери и једина је биолошка наследница богатства Дел Монте. Паула је лепа жена која не зна за страх и ништа је не спречава у остваривању зацртаних циљева. Али када се изненада заљуби у усвојеног брата Хуана, Паула ће променити своје приоритете…
- Хосе дел Монте (Хосе Луис Ресендес) - Он је маркантан и амбициозан мушкарац са јаким карактером који скрива страствену везу са удатом Беатриз. Хосеа јако мучи прошлост, поготово чињенице да је рођен у сиромаштву и да је нагло постао сироче па вероватно због тога своју браћу зове „група странаца“. У њему се свакодневно боре осећања љубави и мржње према најстаријем од њих, Хуану, а због свог карактера успеће да науди онима који га највише воле.
- Лукас дел Монте (Ђонатан Ислас) - Иако најмлађи, Лукас је паметнији од остале браће, добронамеран и позитиван. Осетиће платонску љубав према „новој“ сестри Паули, због чега ће упадати у незгодне ситуације са осталом браћом и неће примитити да га Росарио Миљан тајно воли.
- Педро дел Монте (Езекијел Монталт) - Најхаризматичнији од петоро браће, увек тежи слози и уједињењу у породици Дел Монте. Његова мајка, чланица високог друштва, одбацила га је још у раном детињству, због чега он презире богатство и финансијску моћ. Међутим, нико не зна његову највећу тајну – јако је заљубљен у Хулијету Миљан, вереницу свога брата Хуана…
- Гаспар дел Монте (Фабијан Риос) - Племенити младић, радо подржава осталу браћу и пријатеље, али је експлозивног темперамента. Од све браће, Гаспар има најприснији однос са Емилиовом женом, својом усвојитељицом, а мрзи Софију из дна душе јер је сматра кривом за мајчину смрт. Његова највећа љубав је Гвадалупе, али своју љубав морају да чувају у тајности јер се њихове породице међусобно мрзе.
- Хулијета Миљан (Маргарита Муњоз) - Она је драга, лепа и племенита девојка која је скоро десет година у вези са љубављу свог живота, Хуаном. Свакодневно јој се удвара Хуанов брат Педро, са којим је имала кратку везу током болног раскида са Хуаном. Њен живот ће се закомпликовати када на ранч дође Паула, али и када се открије њена афера са Педром.

## Улоге
| Глумац:                | Улога:              |
| ---------------------- | ------------------- |
| Марлен Фавела          | Паула дел Монте     |
| Марио Симаро           | Хуан дел Монте      |
| Хосе Луис Ресендес     | Хосе дел Монте      |
| Езекијел Монталт       | Педро дел Монте     |
| Фабијан Риос           | Гаспар дел Монте    |
| Ђонатан Ислас          | Лукас дел Монте     |
| Дијана Кихано          | Софија Кањадас      |
| Роберто Матеос         | Модесто Мардонес    |
| Хавијер Делгиудисе     | Мигел Миљан         |
| Маргарита Дуран        | Роса Сифуентес      |
| Маргарита Муњоз        | Хулијета Миљан      |
| Карла Хиралдо          | Росарио Миљан       |
| Карина Круз            | Консуело Миљан      |
| Наташа Клаус           | Берта Сото          |
| Хуан Пабло Обрегон     | Џони Делгадо        |
| Педро Рендон           | Ефраин Мардонес     |
| Маргарита Рејес        | Беатрис Перејра     |
| Дидијер Ван Ден Хове   | Елеутерио Мардонес  |
| Алехандра Сандовал     | Гвадалупе Мардонес  |
| Емерсон Родригез       | Амадор Кареседа     |
| Хулио дел Мар          | Емилио Дел Монте #1 |
| Роберто Вандер         | Емилио Дел Монте #2 |
| Андрес Фелипе Мартинез | Дон Густаво         |
| Алехандро Лопез        | Естебан             |
| Катарине Порто         | Адела               |
| Андрес Охилвије        | Начо                |
| Хоакин Ухуета          | Рамон               |
| Натали Моралес         | Каролин Волф        |
| Хавијер Гомез          | Емилијано           |